# Refúgio de Vida Silvestre da Serra dos Montes Altos
O Refúgio de Vida Silvestre da Serra dos Montes Altos é uma unidade de conservação de proteção integral, criada em 2010, com uma área de 27.499 hectares que abrange as cidades de Palmas de Monte Alto, Sebastião Laranjeiras, Urandi, Guanambi, Pindaí e Candiba, no estado da Bahia. O Parque Estadual da Serra dos Montes Altos está inserido na reserva. E ambos tem como gestora a Secretaria do Meio Ambiente (SEMA).
O refúgio foi criado com o objetivo de proteger e regenerar a fauna de mamíferos, especialmente o cachorro-vinagre (Speothos venaticus), ameaçado de extinção; E o ecossistemas da transição entre Caatinga e Cerrado, por abrigarem espécies raras e endêmicas.
Na Zona de Amortecimento do Refúgio é permitido as atividades de mineração autorizadas pelo Departamento Nacional de Produção Mineral (DNPM) e licenciadas pelo órgão ambiental. E nas propriedades que estão dentro dos limites do refúgio é permitido a criação de animais domésticos, a agricultura familiar e outras formas de utilização da terra, agropecuárias legalmente autorizadas, desde que compatíveis com o Plano de Manejo.

## História
O Refúgio de Vida Silvestre da Serra dos Montes Altos foi criado em 29 de novembro de 2010, sob o Decreto Estadual de nº 12.487, com uma área de 27.499 hectares. E tendo a Secretaria do Meio Ambiente (SEMA) como gestora e administradora.
No dia 17 de setembro de 2019, foi criado o Plano de Manejo em acordo firmado entre a Secretaria Estadual do Meio Ambiente (Sema) e a Fundação Pro Natura (Funatura).

## Características
O Refúgio de Vida Silvestre da Serra dos Montes Altos está situado em uma área de bioma da Caatinga e do Cerrado e a transição entre eles, com vegetação de Savana Estépica e Floresta Estacional. E abrange a Bacia Hidrográfica do Rio São Francisco Médio.
Na fauna do refúgio foram registrados a ocorrência de cutias (Dasyprocta prymnolopha), Preá (Galea spixii), Papa mel ou Irara (Eira barbara), Caitito ou porco-do-mato (Pecari tajacu), Sagui (Callithrix spp), Tamanduá-mirim (Tamandua tetradactyla), do veado-catingueiro (Mazama gouazoubira) e de mamíferos em perigo de extinção como o tatu-bola (Tolypeutes tricinctus) e o macaco-prego-do-peito-amarelo (Sapajus xanthosternos) e espécie considerada vulnerável como mocó (Kerodon rupestris).